# Aratame Mashite, The Possible Desu! ~Nyūmon Hen Best~
Albums de THE Possible
2 Shiawase no Akashi
(2012) 1116
(2014)
EPs par THE Possible
6 Nenme Shido Kinen Mini Album
(2011)
Compilations par THE Possible
Kyūkyoku no The Possible Best
(2008)
Aratame Mashite, The Possible Desu! ~Nyūmon Hen Best~ (あらためまして、THE ポッシボーです! ～入門編ベスト～) est une compilation du groupe de J-pop THE Possible.

## Présentation
L'album sort le 20 février 2013 au Japon sous le label TNX, produit par Tsunku.
L'album contient quinze titres. Il arrive 233e à l'Oricon et reste classé une semaine.

## Liste des titres
1. Watashi no Miryoku (私の魅力?)
2. Tabi no Mannaka (旅の真ん中?)
3. Aishite GIVE ME (愛してGIVE ME?)
4. Denkousekka Baby! (電光石火Baby!?)
5. Ijiwaru Crazy love (いじわる Crazy love?)
6. Otome Nazo Nazo (乙女ナゾナゾ?)
7. HAPPY 15
8. Family ~Tabidachi no Asa~ (Family～旅立ちの朝～?)
9. Love Message! (ラヴメッセージ!?)
10. Sayōnara Nante (サヨウナラなんて?)
11. Love² Paradise (パラダイス?)
12. Kibou to Seishun no Hikari (希望と青春のヒカリ?)
13. Shiawase no Akashi (幸せの形?)
14. Young DAYS!! (ヤングDAYS!!?)
15. Sakurairo no Romantic (桜色のロマンチック?)